# Mitrat
Mitrat – w Cerkwi prawosławnej i Kościele greckokatolickim  duchowny wyższego stanu, któremu przysługuje prawo do noszenia mitry.
W języku starogreckim słowo μίτρα mitra (lub jon. μίτρη mitre) oznacza część garderoby noszoną na głowie (zależnie od epoki i kontekstu: ozdobną opaskę damską, opaskę sportowca, turban, nakrycie głowy kapłana). Mitra noszona przez mitratów nie jest jednak zwieńczona krzyżem jak mitra biskupia. Razem z mitrą duchowny otrzymuje „palicę”, czyli wydłużony romb zakładany jako część stroju liturgicznego.
Mitrat jest członkiem konsystorza biskupiego, należy do ścisłego grona najbliższych współpracowników ordynariusza diecezji. Tytuł mitrata odpowiada tytułowi infułata lub kanonika w kościele łacińskim.
Mitrat może być spowiednikiem patriarchy, metropolity, biskupa – tak, jak kanonik w Kościele łacińskim może być spowiednikiem papieża. 